# カルロス・サンタナ
カルロス・アウグスト・サンタナ・アルベス（Carlos Humberto Santana Barragán, 1947年7月20日 - ）は、メキシコ生まれでアメリカ国籍のギタリスト。自身の名を冠したロック・バンド「サンタナ」を1960年代から率いている。
「ローリング・ストーンの選ぶ歴史上最も偉大な100人のギタリスト」において2003年は第15位、2011年の改訂版では第20位。

## 経歴

### 生い立ち
1947年、メキシコ・ハリスコ州アウトラン・デ・ナヴァロ生まれ。マリアッチのヴァイオリン奏者だった父の指導のもと、5歳でヴァイオリンを習い、8歳でギターを習った。 弟のホルヘ・サンタナもプロのギタリストになろうとした。米国のロックとポップ・ミュージックにメキシコ人はごく少数しかいなかったその当時、カルロスはリッチー・ヴァレンスから大きな影響を受けた。カルロスの家族は、カリフォルニア州との国境沿いのティフアナへ移住し、その後サンフランシスコへ移った。カルロスはティフアナに留まったが、1962年にサンフランシスコで家族と合流した。10歳から12歳の頃、カルロスに国境を越えさせたアメリカ人の男にカルロスは性的虐待を受けたという。
カルロスはサンフランシスコのミッション・ディストリクトに住み、ブルースやラテンジャズに傾倒した。James Lick Middle Schoolを卒業し、1965年にMission High Schoolを卒業した。カリフォルニア州立大学ノースリッジ校とハンボルト州立大学に入学することができたが、大学に通うことを選ばなかった。

### キャリア
カルロスは、B.B.キング、T-ボーン・ウォーカー、ジョン・リー・フッカーといったような1950年代のブルース・ギタリストから影響を受けた。ギターの演奏を始めて間もなくカルロスは、50年代のロックンロールに独特のタッチを加えることができる場となる地元のバンド「Tijuana Strip」に加わった。ジャズやフォークソングを含む様々な新しい音楽の影響も受け、1960年代のサンフランシスコを中心として興っていたヒッピー運動も目にした。その後の数年間は食堂での皿洗いと路上ライブで少額を稼ぎ、フルタイムのミュージシャンになることを決めた。

### 1960年代
1966年、当時カルロスはビル・グラハムのフィルモア・ウエストに観客として通っていた。ある日、ポール・バターフィールドがフィルモア・ウエストで公演する予定になっていたが、ポールは酔っ払ってしまったため公演できなかった。ビルは、ポールのバンドやグレイトフル・デッドやジェファーソン・エアプレインなどとのコネクションを通じて知っているミュージシャンを集めて即席のバンドを組んだが、ギタリストが足りなかった。カルロスのマネージャーのStan Marcumが、カルロスをそのバンドに加えることを直ちに提案しビルは同意した。ジャムセッションでのカルロスのギター演奏とソロは、観客とビル双方の注目を集めた。その年にカルロスは、仲間のストリートミュージシャンのデイヴィッド・ブラウン （ベース）、マーカス・マローン（パーカッション）、グレッグ・ローリー (ミュージシャン)（リード・ヴォーカル、ハモンドオルガン）と共にSantana Blues Bandを結成した。
1968年9月、アル・クーパーのライヴに参加。この時演奏された「ソニー・ボーイ・ウィリアムスン」（ジャック・ブルースのカヴァー）は、マイク・ブルームフィールド&アル・クーパー名義のライヴ・アルバム『フィルモアの奇蹟』に収録。カルロスの演奏が収録された初のレコードとなった。
1969年、カルロスはコロムビア・レコードと契約し、バンド名のSantana Blues Bandを短縮してサンタナとした。サンタナは、カルロスの絶妙なギター演奏と、カルロスのトレードマークとなった自律的なメロディにより、アフロキューバンやラテン・ロック風味の一連のヒットアルバムをリリースした。
1969年8月、ウッドストック・フェスティバルに出演。同月、デビュー・アルバム『サンタナ』発表。同アルバムは、アルバム・チャートでベスト10に入るヒットとなった。
セカンド・アルバム『天の守護神』は、ビルボード・アルバム・チャートで6週間1位の大ヒット作となった。このアルバムからの「ブラック・マジック・ウーマン」は、サンタナの曲の中でも特に人気の高い曲となっている。

### 1970年代
1971年、ギタリストのニール・ショーンが加入。
1971年3月、アルバム『サンタナIII』を発表。
1972年、アルバム『キャラバンサライ』制作中にオリジナル・メンバー数名が脱退しニュー・メンバーへ入れ替わる事態が発生。
1973年、初来日。
1974年、日本公演でヤマハのギターを使用。これがきっかけとなり、オリジナル・モデルBuddaをヤマハと共同開発、レコーディングやライヴでも使用するようになる。
1976年、インストゥルメンタル曲「哀愁のヨーロッパ」が、日本でかなりのヒットとなった。
1977年、ゾンビーズのカバー「シーズ・ノット・ゼア」を発表した。

### 1980年代
1980年、アルバム『スイング・オブ・デライト』で、マイルス・デイヴィスの第二期クインテットに参加していたウェイン・ショーター、ハービー・ハンコック、ロン・カーター、トニー・ウィリアムスと共演。
80年代初頭には「ウイニング」「ホールド・オン」をヒットさせた。
1984年、ボブ・ディランのライヴにゲスト参加。その時の模様は、同年発表されたディランのライヴ・アルバム『リアル・ライヴ』に収録。
1987年、ソロ・アルバム『サルバドールにブルースを』発表。タイトル曲がグラミー賞ベスト・ロック・インストゥルメンタル部門を受賞し、初のグラミー受賞となる（サンタナ名義での初受賞は1999年のアルバム『スーパーナチュラル』）。
1989年、ジョン・リー・フッカーのアルバム『ヒーラー』にゲスト参加。

### 1990年代
1994年、実弟ホルヘ・サンタナ、甥のカルロス・ヘルナンデスと共にサンタナ・ブラザーズ名義のアルバムを発表。

### 2000年代
2001年、カルロスがゲスト参加したマイケル・ジャクソンのアルバム『インヴィンシブル』発売。

### 2010年代
2014年5月6日、自身初のスペイン語アルバム『コラソン（Corazón）』発表。
同年11月4日、回顧録「The Universal Tone: Bringing My Story to Light」出版（ISBN 978-0-31624-492-3）。

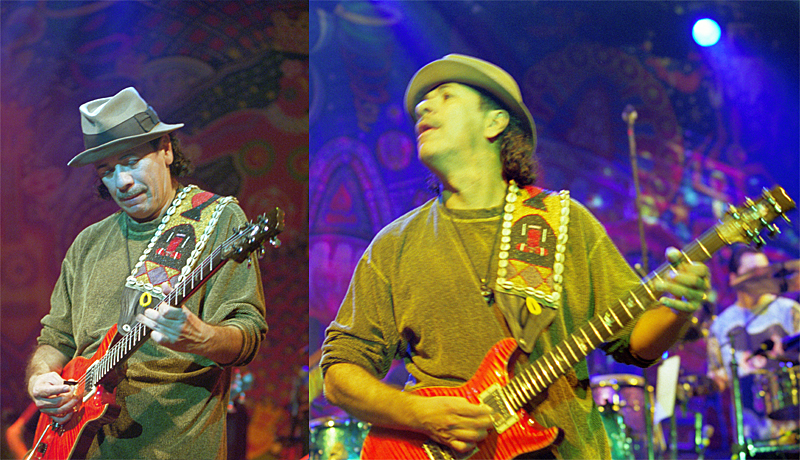
カルロス・サンタナ
（2000年、ミュンヘンのライブ）

## 人物
カルロスは1965年に米国に帰化した。
34年間の結婚生活の後、2007年10月にデボラ・サンタナは「妥協し難い相違」により離婚を申請した。
カルロスは2010年7月にシカゴ郊外のティンリーパークで行われたUniversal Tone Tourでのコンサート中にドラマーのシンディ・ブラックマンにプロポーズした後、シンディと婚約した。2人は2010年12月に結婚した。2014年現在、2人はラスベガスに住んでいる。
カルロスにはSalvador、Stella、Angelicaの3人の子がいる。
東洋哲学に傾倒しており、シュリ・チンモイに帰依していたことがあった。1973年には、同じくチンモイの信奉者であるジョン・マクラフリンとの連名で『魂の兄弟たち』を発表し、その後チンモイから与えられた宗教名「Devadip」をクレジットで使用するようになった。また、ソロ・アルバム『スイング・オブ・デライト』（1980年）ではチンモイが作った楽曲を取り上げたが、翌年頃にはチンモイに失望し、最終的に彼のもとを離れた。

## ディスコグラフィ
- バディー・マイルズと共同名義, 『カルロス・サンタナ&バディ・マイルス!ライヴ!』 - Carlos Santana & Buddy Miles Live!（Columbia, 1972年）（ライヴ）
- ジョン・マクラフリンと共同名義, 『魂の兄弟たち』 - Love Devotion Surrender （Columbia, 1973年）
- アリス・コルトレーンと共同名義, 『啓示』 - Illuminations （Columbia, 1974年）
- 『ワンネス』Oneness, Silver Dreams - Golden Reality（Columbia, 1979年）
- 『スイング・オブ・デライト』 - Swing of Delight （Columbia, 1980年）
- 『ハバナ・ムーン』 - Havana Moon （Columbia, 1983年）
- 『サルバドールにブルースを』 - Blues for Salvador （Columbia, 1987年）
- 『サンタナ・ブラザーズ』 - Santana Brothers （1994年）
- Carlos Santana Live (United Audio , 2004年)（ライヴ）
- ウェイン・ショーターと共同名義, 『モントルー・ジャズ・フェスティバル 1988』 -  Carlos Santana and Wayne Shorter – Live at the Montreux Jazz Festival 1988（1988年7月録音）(Image Entertainment/Vap, 2007年)（「モントルー・ジャズ・フェスティバル」におけるライヴ。DVDビデオ1枚とCD 2枚組）

## 回顧録
2014年11月4日、回顧録『The Universal Tone: Bringing My Story to Light』が出版された。

## 受賞とノミネート
| 年   | ノミネート対象       | 賞                                                               | 結果       |
| ---- | -------------------- | ---------------------------------------------------------------- | ---------- |
| 1973 | "Caravanserai"       | Best Pop Instrumental Performance – With Vocal Coloring          | ノミネート |
| 1988 | "Blues for Salvador" | Best Rock Instrumental Performance (Orchestra, Group Or Soloist) | 受賞       |
| 1993 | "Gypsy/Grajonca"     | Best Rock Instrumental Performance                               | ノミネート |
| 1996 | "Every Now And Then" | Best Rock Instrumental Performance                               | ノミネート |
| 2000 | "Smooth"             | Record of the Year                                               | 受賞       |
| 2000 | "Smooth"             | Best Pop Collaboration with Vocals                               | 受賞       |
| 2000 | Supernatural         | Album of the Year                                                | 受賞       |
| 2000 | Supernatural         | Best Rock Album                                                  | 受賞       |
| 2000 | "Maria Maria"        | Best Pop Performance by a Duo or Group with Vocal                | 受賞       |
| 2000 | "El Farol"           | Best Pop Instrumental Performance                                | 受賞       |
| 2000 | "The Calling"        | Best Rock Instrumental Performance                               | 受賞       |
| 2000 | "Put Your Lights On" | Best Rock Vocal Performance by a Duo or Group                    | 受賞       |
| 2000 | "Love of My Life"    | Best Pop Collaboration with Vocals                               | ノミネート |
| 2002 | "The Game of Love"   | Best Pop Collaboration With Vocals                               | 受賞       |

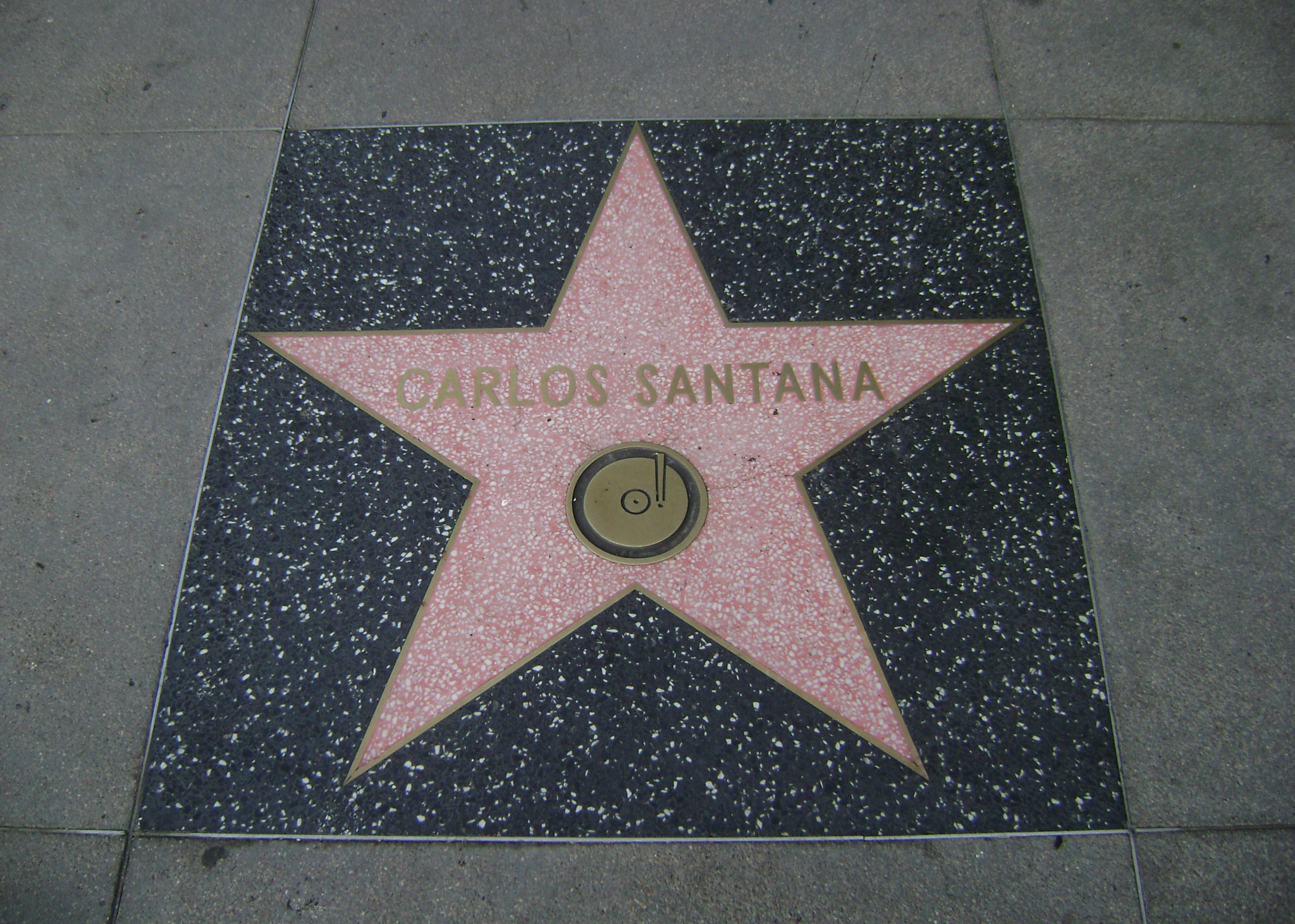
ハリウッド・ウォーク・オブ・フェームにあるカルロスのスター

2013年12月29日にケネディ・センター名誉賞を受賞した。